# Reclutamiento gay
«Reclutamiento gay» o «reclutamiento homosexual», y otras expresiones similares, se emplean para describir la creencia que afirma que lesbianas, gais, bisexuales y transgénero (LGBT) tratan de convertir a personas heterosexuales a un «estilo de vida gay». Acusaciones de reclutamiento en este sentido han sido usadas sobre todo en los Estados Unidos, como forma de oposición a programas institucionalizados de prevención del VIH, leyes en contra del acoso escolar, leyes antidiscriminación, la inclusión del feminismo y los derechos LGBT en las escuelas y los grupos escolares de apoyo a jóvenes LGBT (Gay–straight alliance), bajo la premisa de que la real causa de todas o algunas de esas medidas es fomentar la homosexualidad. 
Hay quienes postulan que una de las fantasías más recurrentes en homosexuales es seducir a heterosexuales, además de existir un culto al cuerpo y la juventud en la cultura gay.

## Significado y connotación
El «reclutamiento gay» y otros términos similares son empleados ampliamente por grupos conservadores y cristianos de los Estados Unidos para acusar a las personas LGBT de realizar un esfuerzo concertado en el adoctrinamiento de niños y «convertirlos» en LGBT, e introducirlos en un «estilo de vida que puede matarlos» (el «estilo de vida gay»). Los que apoyan esta acusación señalan como evidencia la educación sexual «pervertida» y «lasciva». Expresan su preocupación de que los esfuerzos en contra del acoso escolar enseñen a los niños que la homosexualidad es normal, sugiriendo que el reclutamiento es el principal motivo de estos programas antiacoso.
Aquellos que apoyan la teoría citan la incapacidad de las parejas del mismo sexo de tener hijos como un motivo para el reclutamiento.
Los críticos del término lo describen como un mito antigay y una forma de meter miedo con el hombre del saco. Muchos críticos creen que el término promociona el mito de los homosexuales como pedófilos.
En un artículo del New York Times de 1990, el autor gay David Leavitt criticó el término indicando que «Por supuesto, para cualquier persona gay que, como adolescente asustado y confuso, buscaba desesperadamente libros o películas o programas de televisión que ofreciesen aunque fuese una simple mención de la experiencia homosexual a la que acogerse, la idea del "reclutamiento" gay es risible. Es también profundamente insultante.»

## Ejemplos de uso
La expresión tiende a ser usada en el contexto de la oposición a los derechos LGBT, políticas que señalan que el comportamiento LGBT es aceptable y en cualquier discusión (a las que se refieren como «promoción») en escuelas y en «educación sexual». Algunos ejemplos:

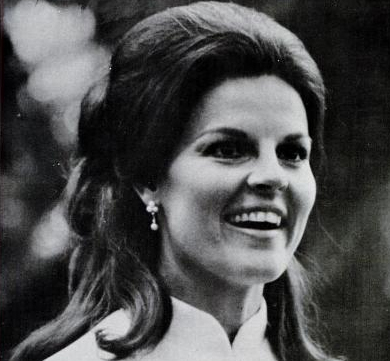
Anita Bryant popularizó la expresión durante su campaña en contra de una ley en contra de la discriminación en Florida.

- En 1977, Anita Bryant realizó con éxito una campaña para derogar una ordenanza del condado de Miami-Dade que prohibía la discriminación sobre la base de la orientación sexual. Su campaña se basaba en acusaciones de «reclutamiento homosexual». Briant decía que «Como madre, sé que los homosexuales no se pueden reproducir biológicamente; por lo tanto, deben reclutar a sus niños».[20] Michael Boucai, en su recensión en el Journal of Social History del libro sobre la campaña de Fred Fejes, describe el uso de Bryant de «reclutamiento» en este sentido: «En 1977, la cantante y cristiana renacida Anita Bryant lideró con éxito una campaña en el condado de Dade (Florida), para derogar una ordenanza que prohibía la discriminación basada en la "preferencia sexual". Centrándose exclusivamente en un único contexto —el aula escolar— la organización de Bryant, Save Our Children, planteó la ley como un apoyo a la inmoralidad y un permiso para el "reclutamiento".»[28]
- En 1992 la escritora Judith Reisman citó «un camino claro para el reclutamiento de niños» por gais y lesbianas en su apoyo público al referéndum Medida 9 en Oregón, que prohibía cualquier tipo de apoyo del gobierno estatal a la homosexualidad.[29] En 1994 Reisman afirmó en una conferencia de los líderes de la derecha cristiana en Colorado Springs que el «reclutamiento [homosexual] es ruidoso; es transparente; está en todas partes.» Estimó que la población gay y lesbiana en ese momento era de un 1 a un 2%, pero predijo que por lo menos un 20% (y posiblemente un 30%) «de la población joven se moverá hacia la actividad homosexual» como resultado del «reclutamiento».[12] En un artículo suyo de WorldNetDaily titulado «GLSEN y las Juventudes Hitlerianas», Reisman señalaba su preocupación de que grupos como el GLSEN eran una identidad falsa para el reclutamiento de niños, diciendo «Bajo la excusa del "Movimiento por una escuela segura" luchando contra un supuesto "acoso" de los llamados niños "gais" (K-12), algunos ven a GLSEN como una versión moderna de las Juventudes Hitlerianas, que preparan el terreno para una Brigada Juvenil escolar más amplia y de gran alcance.»[30][31]
- En 2004, la organización estadounidense Traditional Values Coalition escribió: «El programa profesor/alumno "Teach Out" a favor de los homosexuales y apoyado por el estado, realizado en la Universidad de Tufts en Boston en marzo, ha indigando a ciudadanos preocupados. Existe una creciente preocupación entre los padres sobre el uso de los impuestos para financiar programas de reclutamiento homosexual en escuelas públicas. Durante Teach Out, instructores estatales sobre el HIV enseñaron a adolescentes como realizar actos sexuales desviados y también enseñaron a profesores como adoctrinar a niños para que acepten la homosexualidad como normal.»[15]
- El periódico ugandés Rolling Stone publicó una serie de opiniones sobre los gais en 2010, incluyendo que las escuelas «han sido penetradas por activistas gais para reclutar a niños.»[32] Estas alegaciones fueron relacionadas por el New York Times con el asesinato del activista gay David Kato.[33]
- En 2011, el periodista de Internet Daniel Villarreal defendía la aceptación de lo queer escribiendo: «Yo y un montón de otras personas queremos adoctrinar, reclutar, enseñar y exponer a los niños a la sexualidad queer Y NO HAY NADA MALO EN ELLO.»[34]

## Ejemplos relacionados
- El Artículo 28 del Local Government Act 1986 del Reino Unido creó una controversia pública notable en el país, en relación con la presentación publica de la homosexualidad. Afirmaba que las autoridades locales «no deben promocionar de forma intencionada la homosexualidad o publicar materiales con la intención de promocionar la homosexualidad» o «promocionar la enseñanza en ninguna escuela pública de la aceptabilidad de la homosexualidad como una supuesta relación familiar». No se llegó nunca a emplear la ley y tras un intenso debate, la ley fue derogada en 2003. Su aprobación provocó que algunas escuelas en el Reino Unido eliminasen, limitasen o autocensurasen la discusión (o "promoción") y el reconocimiento de las relaciones homosexuales y bisexuales (y por extensión de todo asunto relacionado con los transgénero y las minorías sexuales) en el aula, en la educación sexual y en las actividades estudiantiles, por miedo a quebrar la ley.[35]
- En 2002, el rector de la Universidad de Boston, John Silber, ordenó a una academia de educación secundaria asociada con la universidad que disolviese su asociación de apoyo a los homosexuales (gay-straight alliance), que había realizado manifestaciones públicas para dar a conocer su punto de vista sobre los efectos nocivos de la homofobia. Silber descartó el propósito explícito del club, el de servir de grupo apoyo para estudiantes gais y el de promocionar la tolerancia y el entendimiento entre estudiantes homo y heterosexuales, y los acusó de ser un vehículo para el reclutamiento homosexual.[36] Silber condenó al grupo por «evangelismo» y «militancia homosexual» con el propósito de promocional el sexo gay. En ese momento, la mancomunidad de Massachusetts financiaba clubs de estudiantes gais/heterosexuales en 156 escuelas.[37]

## Parodia
La expresión ha sido objetivo de diversas parodias críticas.
En 1998, The Onion trataba el tema en una sátira titulada «'98 Homosexual-Recruitment Drive Nearing Goal» ("La campaña nacional de reclutamiento de 1998 se acerca a su objetivo"), comentando que «Portavoces del National Gay & Lesbian Recruitment Task Force (Cuerpo Especial Nacional de Reclutamiento Gay y Lesbiano) anunció el lunes que más de 288 000 heterosexuales han sido convertidos a la homosexualidad desde el 1 de enero de 1998, colocando al grupo dentro del ritmo necesario para alcanzar su objetivo de 350 000 conversiones hacia el final del año.» La Iglesia Bautista de Westboro y otros grupos aparentemente creyeron que la noticia era real y la difundieron como un hecho. La Iglesia Bautista de Westboro citó el texto como prueba de una conspiración gay.